# Pitó (sàtrapa de Bactriana)
Pitó (en grec antic Πείθων) fill de Sosicles, va ser un militar macedoni del temps d'Alexandre el Gran.
Alexandre li va donar el comandament de Zariaspa amb la satrapia de Bactriana, on s'havien establert uns invàlids macedonis de la guàrdia reial, amb un petit cos de mercenaris. Flavi Arrià diu que custodiava també la propietat reial a Zariaspa.
El cap de la resistència, Espitàmenes, va irrompre a Bactriana i es va dirigir a Zariaspa i Pitó va reunir totes les seves forces i va sortir per enfrontar-se amb l'enemic al que va sorprendre i al que va arrabassar el botí que havien fet en el seu camí; però a la tornada Espitàmenes el va sorprendre i molts dels seus homes van morir. Ell mateix va ser ferit de gravetat i va caure en poder de l'enemic.